# からす座イプシロン星
からす座ε星（からすざイプシロンせい、ε Crv, ε Corvi）は、からす座の恒星で3等星。
この星は橙色の巨星である。核の水素は消費し尽くし、既に主系列星の段階からは離れている。干渉法で測定した角直径は4.99ミリ秒で、地球からの距離を考慮すると、物理的な直径は、約52太陽半径である。K型星に典型的な橙色となっている。

## 名称
アラビア語で「カラスのくちばし」を意味するAl Minkar al Ghurabという言葉に由来する Minkar という名称で呼ばれた。これは元々α星の別名がε星に使われるようになったものである。
中国では、からす座γ星、からす座δ星、からす座β星とともに軫宿というアステリズムを構成する。からす座ε星は軫宿二と呼ばれる。